# Reichsbahn SG Kattowitz
Die Reichsbahn Sportgemeinschaft Kattowitz war während des Zweiten Weltkriegs ein deutscher Fußballverein aus dem oberschlesischen Kattowitz im besetzten Polen.

## Geschichte
In Anwesenheit von über 300 Teilnehmern fand am Donnerstag (9. November 1939) im Kattowitzer „Christlichen Hospiz“ die Gründung der Reichsbahn-Sportgemeinschaft statt.
Die SG trat in der Saison 1940/41 in der 1. Klasse Oberschlesien Ost an. Zu diesem Zeitpunkt noch unter dem Namen Kattowitz-Idaweiche  auftretend erreicht die Mannschaft mit 20:12 Punkten den dritten Platz innerhalb der Abteilung 2. Ab der Saison 1941/42 wurde die 1. Klasse zusammengefasst und in vier Abteilungen aufgeteilt. Eingruppiert in die Abteilung 1 erreicht der Verein mit 20:20 Punkten am Ende der Saison den fünften Platz. Zur Saison 1942/43 wurden dann aus den vier Abteilungen insgesamt sieben und die SG landete dabei in Abteilung 7. Durch den ersten Platz am Ende der Saison konnte die Mannschaft an der Aufstiegsrunde in der Gruppe Ostoberschlesien teilnehmen. Mit 9:3 Punkten gelang auch hier der erste Platz und somit durfte der Verein zur nächsten Saison in die Gauliga Oberschlesien aufsteigen.
Die erste Saison in der Gauliga konnte dann mit 17:19 Punkten auf dem fünften Platz beendet werden. Die nächste Saison wurde zwar noch angefangen, am 14. Januar 1945 dann jedoch abgebrochen. Zu dieser Zeit befand sich die Mannschaft mit 11:3 Punkten nach sieben Spielen auf dem zweiten Platz. Durch die Kapitulation des Deutschen Reichs am Ende des Zweiten Weltkriegs sowie der Annektierung von Oberschlesien durch die Sowjetunion wurde der Verein dann auch aufgelöst.